# طبل (فیلم ۲۰۱۶)
طبل فیلم سینمایی محصول سال ۲۰۱۶ در کشور ایران به نویسندگی و کارگردانی کیوان کریمی، فیلم‌ساز مستقل است.
فیلم روایتی سیاه و سفید از زندگی یک وکیل در شهر تهران است که با دریافت بسته‌ای زندگی‌اش دستخوش تغییرات بسیاری می‌شود. کیوان کریمی فیلم‌نامه این اثر را با اقتباس از داستانی به همین نام از علیمراد فدایی‌نیا نوشته‌است.
فیلم سینمایی «طبل» نخستین ساخته بلند کیوان کریمی در نخستین نمایش بین‌المللی خود به نمایندگی از سینمای ایران، تابستان ۲۰۱۶ در بخش رقابتی «هفته منتقدین» در هفتاد و سومین دوره جشنواره بین‌المللی فیلم «ونیز» در ایتالیا به نمایش درخواهد آمد و با فیلم‌هایی از کشورهای مختلف جهان برای تصاحب جایزه شیر طلایی جشنواره به رقابت می‌پردازد.

## خلاصهٔ داستان
در فضایی رؤیاگونه که تمامی عناصر، شخصیت‌ها و خیابان‌ها همگی بی‌نام هستند و تنها هویت آشکار و حاضر شهر تهران است، یک وکیل، همانند خیلی‌های دیگر کار می‌کند و در آپارتمانی که هم دفتر کار و هم‌خانه‌اش است تنها زندگی می‌کند. در یک روز سرد و بارانی، مردی سراسیمه وارد آپارتمانش می‌شود، کوتاه و مشوش با او صحبت می‌کند و بسته‌ای به او می‌دهد که تمام زندگی‌اش تحت تأثیر آن دگرگون می‌شود.
تریلر رسمی فیلم سینمایی طبل در جشنواره بین‌المللی فیلم ونیز